# Гейан
Гейа́н (фр. Gayan, окс. Gajan) — коммуна во Франции, находится в регионе Юг — Пиренеи. Департамент — Верхние Пиренеи. Входит в состав кантона Бордер-сюр-л’Эшес. Округ коммуны — Тарб.
Код INSEE коммуны — 65189.

## География

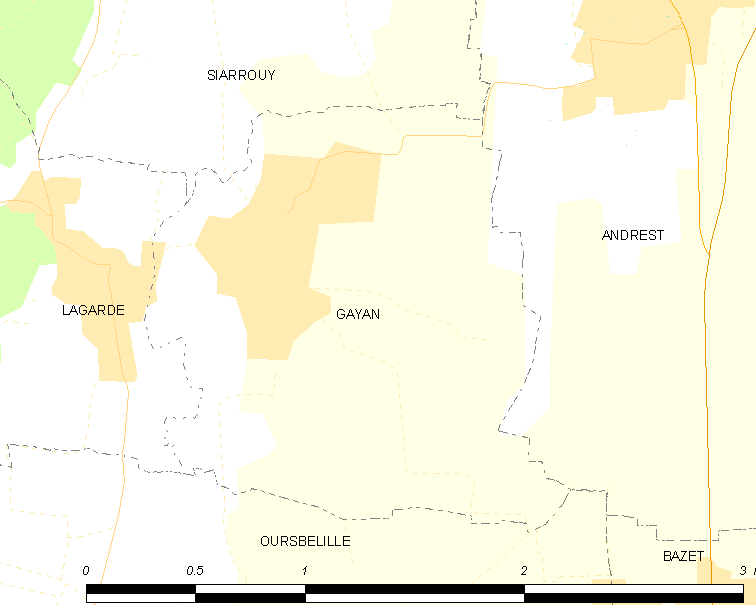
Карта коммуны

Коммуна расположена приблизительно в 650 км к югу от Парижа, в 120 км западнее Тулузы, в 10 км к северу от Тарба.
На западе коммуны протекает река Эшес, а на востоке проходит канал Мулен-д’Андрест (фр. Moulin d'Andrest).

## Климат
Климат умеренно-океанический с солнечной тёплой погодой и обильными осадками на протяжении практически всего года.

## Население
Население коммуны на 2010 год составляло 255 человек.
| 1962 | 1968 | 1975 | 1982 | 1990 | 1999 | 2010 |
| ---- | ---- | ---- | ---- | ---- | ---- | ---- |
| 221  | 202  | 189  | 234  | 213  | 252  | 255  |

## Администрация
| Период | Период | Фамилия        | Партия | Примечания |
| ------ | ------ | -------------- | ------ | ---------- |
| 1988   | 2008   | Мишель Атшондо |        |            |
| 2008   | 2014   | Жерар Галлего  |        |            |
| 2014   | 2020   | Жак Севилья    |        |            |

## Экономика
В 2010 году среди 166 человек трудоспособного возраста (15-64 лет) 125 были экономически активными, 41 — неактивными (показатель активности — 75,3 %, в 1999 году было 72,6 %). Из 125 активных жителей работали 112 человек (56 мужчин и 56 женщин), безработных было 13 (7 мужчин и 6 женщин). Среди 41 неактивных 14 человек были учениками или студентами, 22 — пенсионерами, 5 были неактивными по другим причинам.